# Ley OPEN
La Ley OPEN (Online Protection and Enforcement of Digital Trade Act) fue una ley presentada en los Estados Unidos para combatir la piratería en internet, como alternativa a las anteriores leyes SOPA y PIPA. Fue presentada en el Congreso de los Estados Unidos por el senador Darrell Issa,
que era demócrata. Ron Wyden presentó la ley al Senado de EE. UU. el 17 de diciembre de 2011 y se remitió al Comité de Finanzas. El 18 de enero de 2012, se presentó el proyecto a la Cámara de los Representantes y fue remitido al Comité Judicial.

## Comparación con las leyes SOPA y PIPA
La ley OPEN tenía un fin parecido al de las leyes SOPA y PIPA, cortar los suministros económicos de páginas web extranjeras cuyo fin es el de hacer piratería y/o falsificar, mientras que el de las otras dos era redirigir los sitios para que los usuarios no puedan acceder a la página web. La ley PIPA proponía bloquear los enlaces de las webs, mientras que SOPA proponía cosas más amplias, como bloquear direcciones IP y la inspección profunda de paquete, un tipo de procesamiento de datos que inspecciona una página en detalle. Otra de las principales diferencias entre las leyes es que en las leyes SOPA y PIPA, las competencias para cerrar sitios web las tendría el Departamento de Justicia, mientras que el la OPEN las tendría la Comisión de Comercio Internacional de EE. UU., la cual podría cobrar multas a los directores o propietarios de las webs infractoras. Y además, en las otras dos leyes, las partes interesadas y el fiscal general podían solicitar órdenes judiciales y cerrar la página web.

## Recepción
La ley OPEN está respaldada por grandes empresas web como Google, Twitter y Facebook, mientras que PIPA y SOPA están principalmente respaldadas por los sectores de la música y el cine. Otras páginas y medios, como la Electronic Frontier Foundation (EFF) y la Public Knowledge Project opinan que la nueva propuesta mejora mucho las anteriores leyes. Otra de las razones por las que es apoyada es que evita la vulneración de derechos de autor, pero no otorga nuevos poderes policiales al Gobierno. La Asociación Cinematográfica de Estados Unidos está rotundamente en contra de esta ley, porque con la nueva ley las partes interesadas perderían la capacidad de actuar unilateralmente, y debería notificarle la infracción a la Comisión Federal de Comercio para que se tomen las medidas y la empresa no podrá conseguir una autorización para destruir la página. Algunos sectores denuncian que puede cortar la libertad de expresión, ya que una web podría ser eliminada en su totalidad porque una parte de ella cometa una infracción, perjudicando a los usuarios de esas páginas que no cometan tales infracciones.